# Bellonella capitata
Bellonella capitata is een zachte koraalsoort uit de familie Alcyoniidae. De koraalsoort komt uit het geslacht Bellonella. Bellonella capitata werd in 1889 voor het eerst wetenschappelijk beschreven door Pfeffer. 